# Eteoklész (Oidipusz fia)
Eteoklész görög mitológiai alak, thébai királyfi, Oidipusz és Iokaszté fia.

## Élete
Eteoklész (görögülː Ἐτεοκλῆς) a thébai mondakörben tűnik fel. Apja Oidipusz thébai király, aki – nem ismerve valódi származását – megölte apját, Laioszt, majd feleségül vette saját anyját, Iokasztét. Négy gyerekük született, két fiú, Eteoklész és Polüneikész, valamint két lány, Antigoné és Iszméné. Oidipusz, amikor megismerte származását, megvakította magát, és a trónt fiaira hagyta, akik megállapodtak abban, hogy évenként váltják egymást. Eteoklész azonban nem adta át az uralkodást fivérének, amikor az következett, és elkergette Polüneikészt Thébaiból. Polüneikész sereggel tért vissza, hogy elfoglalja a várost. Thébainak hét kapuja volt, az egyikét Polüneikész ostromolta és Eteoklész védte. A harcban a testvérek egymás kezétől estek el, miután megállapodtak abban, hogy párviadallal döntenek a királyságról. A trónt nagybátyjuk, Kreón szerezte meg, aki kihirdette, hogy Eteoklészt pompával kell eltemetni, Polüneikészt azonban tilos elhantolni.

## Tragédiák
A thébai mondakört több antik szerző is feldolgozta. Eteoklész megjelenik Aiszkhülosz Heten Thébai ellen című tragédiájában. A szerző magabiztos, bátor hadvezérként ábrázolja. Szerepet kapott Euripidész Phoinikiai nők című drámájában is, amely a Polüneikésszel való viszályát dolgozza fel. A költő cinikus, hatalomvágyó emberként ábrázolja.